# Świeccy dominikanie
Świeccy dominikanie, oficjalnie: Świeccy Zakonu Kaznodziejskiego (łac. Ordo Praedicatorum Saecularis), Świeccy św. Dominika; potocznie też: Laikat dominikański, Tercjarze dominikańscy; historycznie: Zakon od pokuty św. Dominika, Trzeci Zakon Dominikański, Zakon Dominikanów Świeckich; skrót zakonny: OP – jedna z trzech gałęzi Zakonu Kaznodziejskiego, obok braci i mniszek dominikańskich, z którymi tworzą jeden Zakon. Żyją w codziennych warunkach osób świeckich, a życie dominikańskie prowadzą zgodnie z Regułą Świeckich Zakonu Kaznodziejskiego.

## Reguła
Historycznie pierwsza była reguła nadana przez siódmego generała zakonu dominikanów, Munio de Zamora, w 1285. Reguła ta obowiązywała niezmiennie aż do 1923, kiedy to została dostosowana do zmienionego w 1917 Kodeksu Prawa Kanonicznego. Po Soborze Watykańskim II Kapituły Generalne Zakonu przez długie lata zmagały się z problemami dotyczącymi uwspółcześnienia Reguły, ostatecznie w 1987 zatwierdzona została Reguła opracowana podczas Międzynarodowego Kongresu Świeckich Dominikanów w Montrealu w 1985. Kolejny Międzynarodowy Kongres, który odbył się w marcu 2007 w Buenos Aires pozostawił Regułę w dotychczasowym brzmieniu. Ostatnia zmiana Reguły została zatwierdzona przez generała o. Bruno Cadoré OP 9 marca 2019 r.
Elementami uzupełniającymi Regułę są Deklaracje Generalne promulgowane przez Generała Zakonu bądź Kapitułę Generalną. Aktualnie Regułę uzupełniają Deklaracje Generalne generała o. Bruno Cadoré OP z 9 marca 2019 r., które uchylają poprzednie - o. Damiana Byrne'a OP z 1987, o. Carlosa Costy OP z 2008 r..
Ponadto w poszczególnych prowincjach Zakonu obowiązują Dyrektoria, zawierające przepisy wykonawcze do Reguły. W Polskiej Prowincji Zakonu Kaznodziejskiego obowiązuje obecnie Dyrektorium zatwierdzone w 2010 r.
Reguła nie obowiązuje pod sankcją grzechu. Wskazane są w niej główne środki, z których świeccy dominikanie mają korzystać na drodze rozwoju duchowego. Są to m.in. codzienne uczestnictwo we Mszy, modlitwa Liturgii Godzin w łączności z Rodziną Dominikańską, lektura i studiowanie Słowa Bożego, zaangażowanie w budowanie lokalnej wspólnoty (fraterni), głoszenie Ewangelii, modlitwa osobista (różaniec, rozmyślanie).

## Fraternie
Fraternie są wspólnotą świeckich dominikanów, afiliowaną najczęściej przy klasztorze dominikańskim (braci, mniszek, sióstr) lub przy diecezji (za zgodą ordynariusza miejsca). Zadaniem fraterni świeckich jest tworzenie środowiska wspólnej formacji (początkowej i permanentnej) oraz życia liturgicznego i modlitewnego. Fraternie są autonomiczną częścią Zakonu Kaznodziejskiego - na ich czele stoi Generał Zakonu. Każda fraternia zarządzana jest przez Radę Fraterni, wybieraną spośród członków (profesów wieczystych) fraterni.
Formacja we fraterni rozpoczyna się od postulatu (trwającego od 3 do 12 miesięcy), następnie rozpoczyna się etap nowicjatu (trwającego rok z możliwością przedłużenia do dwóch lat). Następnie składa się przyrzeczenia czasowe (na okres 3 lat), po tym czasie można złożyć przyrzeczenia wieczyste (do śmierci).
Świeccy dominikanie nie są zakonnikami, nie składają ślubów zakonnych (ubóstwa, czystości i posłuszeństwa), przyrzekają natomiast żyć zgodnie z zatwierdzoną dla nich Regułą. Na co dzień żyją w rodzinach, wychowują dzieci, pracują zawodowo, realizują swoje zainteresowania.

## Fraternie kapłańskie
Dominikańskie fraternie kapłańskie to stowarzyszenia kapłanów diecezjalnych, którzy składają profesję zgodnie z Regułą takich fraterni. Kapłani ci nie włączają się w Zakon Kaznodziejski w taki sam sposób, jak bracia dominikanie. Fraternie kapłańskie respektują bowiem władzę miejscowego ordynariusza nad kapłanami, podczas gdy bracia podlegają bezpośrednio przełożonym zakonnym.
Jak mówi Reguła, kapłani włączający się do fraterni „razem ze szczególną łaską sakramentu kapłaństwa, która dopomaga im do godnego sprawowania aktów świętego posługiwania, otrzymują nowe moce duchowe na mocy profesji, która czyni z nich członków Rodziny Dominikańskiej i daje udział w łasce i misji Zakonu, ku pożytkowi Kościoła miejscowego i powszechnego”.
„Zakon udziela im duchowych pomocy i kieruje ku właściwej im świętości, pozostawia im jednak zupełną wolność w całkowitym oddaniu się posłudze Kościołowi miejscowemu pod jurysdykcją własnego Biskupa” – głosi reguła fraterni.

## W Polsce
W Polskiej Prowincji Zakonu Kaznodziejskiego żyje obecnie ok. 700 świeckich dominikanów. Tworzą oni 22 fraternie w Polsce i 4 kolejne poza jej granicami (w Sofii, Witebsku, Petrsburgu, Ułan-Ude). W kilku miejscach powstają kolejne, nowe fraternie (m.in. w Rzeszowie, Korbielowie i Hermanicach). Do Polskiej Prowincji należą świeccy dominikanie mieszkający w Polsce, Bułgarii, Białorusi, Rosji i na Ukrainie, która jest Wikariatem Polskiej Prowincji.
Radę Prowincjalną (wybrana 30 września 2023 r. w Korbielowie na czteroletnią kadencję) tworzą: Arkadiusz Pius Biały OP, Jacek Zejma OP, Viara Maldzieva OP, Paulina Róża Frej OP, Wojciech Albert Widzicki OP. Prowincjalnym promotorem świeckich Zakonu Kaznodziejskiego jest o. Dariusz Kantypowicz OP.

## Znani świeccy dominikanie
Świeckimi dominikanami (tercjarzami dominikańskimi) byli m.in.:

### Święci i błogosławieni
- św. Katarzyna ze Sieny (1347-1380) – mistyczka, patronka świeckich dominikanów i Europy, doktor Kościoła
- św. Zdzisława Czeska (1220-1252) – szlachcianka, patronka żon i matek
- św. Małgorzata z Città di Castello (1287-1320) – od urodzenia zdeformowana, patronka dzieci niechcianych i abortowanych
- św. Róża z Limy (1586-1617) – ascetka, pierwsza święta pochodząca z Ameryki
- św. Ludwik Maria Grignion de Montfort (1673-1716) – ksiądz, głosiciel szczególnego kultu Matki Bożej, tzw. niewolnictwa maryjnego
- św. Narcyza od Jezusa (1832-1869) – pokutnica i katechetka
- św. Arnold Janssen (1837-1909) – misjonarz, założyciel zgromadzenia werbistów i werbistek
- św. Józef Gabriel Brochero (1840-1914) – kapłan-społecznik, pierwszy święty z Argentyny
- święci męczennicy z grupy 117 męczenników wietnamskich oraz towarzysze Wawrzyńca Ruiz

- bł. Albert z Bergamo (1214-1279) – rolnik, jałmużnik, pielgrzym
- bł. Benwenuta Bojani (1255-1292) – ascetka i mistyczka, dziewica
- bł. Willana de Botti (1332-1361) – pokutnica, posiadała dar ekstazy religijnej i prorokowania
- bł. Adrian Fortescue (1476-1539) – szlachcic, joannita, męczennik
- bł. Łucja z Narni (1476-1544) – dziewica, pierwowzór dla postaci Łucji z Opowieści z Narnii C.S. Lewisa
- bł. Maria Poussepin (1653-1744) – fabrykantka, założycielka Zgromadzenia Sióstr Dominikanek Miłosierdzia od Ofiarowania NMP
- bł. Katarzyna Jarrige (1754-1836) – chroniła kapłanów przed prześladowaniami w okresie rewolucji francuskiej
- bł. Paulina Jaricot (1799-1862) – założycielka Stowarzyszenia Żywego Różańca
- bł. Piotr Jerzy Frassati (1901-1925) – towarzysz ubogich, patron młodzieży
- bł. Bartłomiej Longo (1841-1926) – założyciel Sanktuarium Matki Bożej Różańcowej w Pompejach oraz propagator nowenny pompejańskiej

- Benoîte Rencurel (1647-1718) – mistyczka, wizjonerka objawień maryjnych w Laus, Czcigodna Służebnica Boża
- Melania Calvat (1831-1904) – świadek objawienia Matki Bożej w La Salette, Służebnica Boża
- ks. Didaco Bessi (1856-1919) – założyciel Zgromadzenia Sióstr Dominikanek Matki Bożej Różańcowej, Sługa Boży
- Luiza Piccarreta (1865-1947) – mistyczka, głosicielka tzw. Królestwa Bożej Woli, Służebnica Boża
- Pius XII (1876-1958) – papież w latach 1939–1958, Czcigodny Sługa Boży
- Luigia Tincani (1889-1976) – założycielka zgromadzenia Misjonarek Szkoły, Czcigodna Służebnica Boża
- Giorgio La Pira (1904-1977) – profesor uniwersytecki, burmistrz Florencji, Czcigodny Sługa Boży
- abp Fulton J. Sheen (1895-1978) – kaznodzieja, prowadził programy w radiu i telewizji, laureat nagrody Emmy, Czcigodny Sługa Boży
- Wanda Niewęgłowska (1926-1989) – mistyczka, naznaczona cierpieniem i niepełnosprawnością, Służebnica Boża

### Inni tercjarze
- Benedykt XV (1854-1922) – papież w latach 1914–1922
- Anna Abrikosowa (1883-1936) – tercjarka w obrządku bizantyjskim
- Lisamaria Meirowsky (1904-1942) – niemiecka doktor medycyny żydowskiego pochodzenia, ofiara Holokaustu, zginęła w komorze gazowej wraz z Edytą Stein
- Maurice Denis (1870-1943) – francuski malarz, przedstawiciel nabizmu i postimpresjonizmu
- Maria Magdalena Radziwiłłowa (1861-1945) – białoruska działaczka narodowa i filantropka
- Sigrid Undset (1882-1949) – norweska pisarka, laureatka Nagrody Nobla w 1928
- Liane de Pougy (1869-1950) – tancerka, przed nawróceniem – słynna paryska kurtyzana
- Margarete Sommer (1893-1965) – niemiecka działaczka społeczna, uhonorowana tytułem Sprawiedliwa wśród Narodów Świata
- Louis de Funès (1914-1983) – wybitny francuski komik i aktor kinowy, honorowy laureat Cezara
- Aldo Moro (1916-1978) – profesor uniwersytecki, minister i premier Włoch
- Jane Wyman (1917-2007) – amerykańska aktorka, laureatka Oscara oraz czterech Złotych Globów

- Zofia Kossak-Szczucka (1889-1968) – pisarka, odznaczona m.in. Orderem Odrodzenia Polski oraz pośmiertnie Orderem Orła Białego
- Zofia Trzcińska-Kamińska (1890-1977) – artystka rzeźbiarka, głównie sztuki sakralnej
- Anna Kamieńska (1920-1986) – poetka, tłumaczka m.in. litanii dominikańskiej, odznaczona krzyżem Polonia Restituta
- Czesław Maria Puzyna (1920-2003) – doktor, więzień obozu koncentracyjnego Auschwitz-Birkenau
- Stefan Swieżawski (1907-2004) – profesor nauk filozoficznych, brał udział w obradach II Soboru Watykańskiego jako świecki obserwator, odznaczony Orderem Orła Białego
- Lech Działoszyński (1912-2014) – nauczyciel akademicki, oficer Wojska Polskiego
- kard. Franciszek Macharski (1927-2016) – arcybiskup metropolita krakowski, kawaler Orderu Odrodzenia Polski, odszedł w opinii świętości